# Steven G. Krantz
Steven George Krantz (né le 3 février 1951 à San Francisco) est un mathématicien américain qui travaille en analyse.

## Biographie
Krantz étudie à l'université de Californie à Santa Cruz, où il obtient un baccalauréat en 1971 ; il obtient son doctorat en mathématiques en 1974 sous la direction d'Elias Menachem Stein à l'université de Princeton (titre de sa thèse : Optimal Lipschitz and {\displaystyle L_{p}} Estimates for the Equation {\displaystyle {\overline {\partial }}{u}=f} on strongly pseudoconvex domains ). Il est professeur assistant à l'Université de Californie à Los Angeles (1974-1981), chercheur invité à Princeton (1980), professeur associé puis titulaire  l'Université d'État de Pennsylvanie (1981-1987) et depuis 1986 professeur à l'Université Washington de Saint-Louis, où il était aussi directeur de la faculté de mathématiques. 
Krantz  a été chercheur invité à l'Institute for Advanced Study, au MSRI, à Pékin, Oslo, Paris, à l'Université autonome de Madrid, à Uppsala, à l'Institut Mittag-Leffler, à Oslo, Turin, Séoul et à l'Université nationale australienne. Il est membre de l'American Mathematical Society.
Krantz travaille en analyse réelle et complexe, sur les équations aux dérivées partielles, en analyse harmonique et en théorie de Lie. Il a développé des logiciels pour l'industrie pharmaceutique et des méthodes de modélisation par ondelettes pour la chirurgie plastique.
Krantz est surtout connu comme auteur de très nombreux livres qui comprennent, en plus de manuels, des guides de développements de carrières pour les mathématiciens débutants et des recueils d'anecdotes sur les mathématiciens. En 1992, il a reçu le prix Chauvenet, et en 1994 le prix Beckenbach ,  de la Mathematical Association of America (MAA). De 2010 à 2012, il a été rédacteur en chef des Notices of the American Mathematical Society. Il est le fondateur et rédacteur en chef du Journal of Geometric Analysis.

## Livres
Série "Textbooks in Mathematics" CRC Press (sélection)
- Differential equations. A modern approach with wavelets, CRC Press, 2020 (ISBN 978-0-367-44409-9)
- Complex variables. A physical approach with applications, CRC Press, 2019, 2e éd. (ISBN 978-0-367-22267-3)
- Elementary introduction to the Lebesgue integral, CRC Press, 2018 (ISBN 978-1-138-48276-0)
- The Elements of Advanced Mathematics, CRC Press, 2018, 4e éd. (1re éd. 1995) (ISBN 978-1-138-50631-2)
- Essentials of Topology with applications, CRC Press, 2010
- Partial Differential equations and complex analysis, CRC Press, 1992

Manuels
- Function theory of several complex variables, American Mathematical Society, 2001, 2e éd. (1re éd. 1992) (ISBN 0821827243)
- Geometric analysis and function spaces, American Mathematical Society, 1993
- Complex analysis : the geometric viewpoint, Mathematical Association of America, 2004, 2e éd. (1re éd. 1990) (ISBN 0883850354)
- A Panorama of Harmonic Analysis, Mathematical Association of America, 1999

- avec Harold R. Parks, A primer of real analytic functions, Birkhäuser, 2002, 2e éd. (ISBN 0817642641)
- avec Harold R. Parks, Geometry of domains in space, Birkhäuser, 1999
- avec Harold R. Parks, Geometric Integration Theory, Springer, 2008
- avec Harold R. Parks, The implicit function theorem, Birkhäuser, 2002
- Cornerstones of Geometric Function Theory – Explorations in complex analysis, Birkhäuser, 2006
- avec Lina Lee, Explorations in harmonic analysis – with applications to complex function theory and the Heisenberg group, Birkhäuser, 2009
- avec Robert E. Greene, Function theory of one complex variable, Wiley, 1997
- Real Analysis and Foundations, Chapman and Hall, 2005, 2e éd.
- Elements of topology - theory and practice, Taylor and Francis, 2009

"demystified"
- Calculus demystified, McGraw Hill, 2003
- Differential Equations demystified, McGraw Hill, 2005
- Discrete Mathematics demystified, McGraw Hill, 2009

"Handbooks"
- A Handbook of real variables, with applications to differential equations and Fourier analysis, Birkhäuser, 2003
- A Handbook of complex variables, Birkhäuser, 1999
- Handbook of logic and proof techniques for computer science, Birkhäuser, 2002

"A guide to"
- A guide to topology, Mathematical Association of America, 2009
- A guide to real variables, Mathematical Association of America, 2009
- A guide to complex variables, Mathematical Association of America, 2008

Guides pour mathématiciens
- A mathematician's survival guide : graduate school and early career development, American Mathematical Society, 2003 (ISBN 082183455X)
- Survival of a Mathematician -  from Tenure to Emeritus, American Mathematical Society, 2009
- How to teach mathematics, American Mathematical Society, 1999 (ISBN 0821813986)
- An episodic history of mathematics : mathematical culture through problem solving, Mathematical Association of America, 2010 (ISBN 0883857669)
- Techniques of Problem solving, American Mathematical Society, 1997
- Mathematical Publishing -  a guidebook, American Mathematical Society, 2005

TeX
- Handbook of Typography for the mathematical Scientist, CRC Press, 2001
- avec Stanley Sawyer, A Tex Primer for Scientists, CRC Press, 1995

Divers
- Mathematical Apocrypha, Mathematical Association of America, 2002
- Mathematical Apocrypha Redux, Mathematical Association of America, 2005
- The proof is in the pudding : the changing nature of mathematical proof, Springer, 2010 (ISBN 978-0-387-48744-1)